# Lugan (Tarn)
Lugan è un comune francese di 442 abitanti situato nel dipartimento del Tarn nella regione dell'Occitania.

## Società

### Evoluzione demografica
Abitanti censiti